# Joseph Coleman Carter
Joseph Coleman Carter (23 dicembre 1941) è uno storico e scrittore statunitense, specializzato in geografia dell'antica Grecia.

## Carriera
La sua tesi di dottorato discussa nel 1971 alla Princeton University ha come titolo "Sculpture from the Necropolis of Taranto". Attualmente lavora presso l'Università del Texas ad Austin.
Quaranta anni fa avviò una campagna di scavi nel Metapontino, in particolare nell'area archeologica dell'Incoronata, portando alla luce interessanti reperti della Magna Grecia.

## Pubblicazioni
- The Chora of Metaponto (1998, University of Texas Press: ISBN 9780292712119)
- The Sculpture Of Taras (1976, Transactions of the American Philosophical Society: ISBN 9780871696571)
- Discovering the Greek Countryside at Metaponto (2006, University of Michigan: ISBN 9780472114771)
- The study of ancient territories : Chersonesos and Metaponto : 2004 annual report (2006, Institute of Classical Archaeology: ISBN 9780974833415)